# Dia da Virgem de Guadalupe

Escudo heráldico da Villa de Guadalupe. Aparece, abaixo, a imagem de Juan Diego.

No México, América, Filipinas e em muitos outros lugares do mundo, em 12 de dezembro de todos os anos, se celebra no dia da Virgem de Guadalupe, em honra da imagem que tem a tradição católica mais importante e com maior culto no México. Atribui-se nessa data seu aparecimento a São Juan Diego no monte Tepeyac no ano de 1531, lugar que é visitado em seu recinto da Basílica de Nossa Senhora de Guadalupe na Cidade de México e nos templos e igrejas dedicadas a seu culto ao longo do país por milhões de peregrinos e fiéis. Representa uma das celebrações religiosas tradicionais mais significantes do calendário litúrgico da região.
Tem-se por costume que tais peregrinaciones não só incluam fiéis e organizadores, sina danzantes diversos (a Dança de Matachines e os concheros), quem lideram as procissões até chegar à Basílica.
Dentro da tradição Mexicana, está que os meninos e meninas que nascem neste dia se lhe põe por nome Guadalupe, em honra a Virgem.